# Tjeknalis (Jokkmokks socken, Lappland, 736742-169884)
Tjeknalis är en sjö i Jokkmokks kommun i Lappland och ingår i Luleälvens huvudavrinningsområde. Sjön har en area på 0,167 kvadratkilometer och ligger 317,2 meter över havet.

## Delavrinningsområde
Tjeknalis ingår i det delavrinningsområde (736726-169892) som SMHI kallar för Förgrening. Medelhöjden är 321 meter över havet och ytan är 6,31 kvadratkilometer. Räknas de 2 avrinningsområdena uppströms in blir den ackumulerade arean 28,58 kvadratkilometer. Sudokbäcken som avvattnar avrinningsområdet har biflödesordning 3, vilket innebär att vattnet flödar genom totalt 3 vattendrag innan det når havet efter 137 kilometer. Avrinningsområdet består mestadels av skog (78 procent). Avrinningsområdet har 0,52 kvadratkilometer vattenytor vilket ger det en sjöprocent på 8,2 procent.